# Bos acutifrons
Bos acutifrons — найдавніший представник роду Bos. Скам'янілості особини B. acutifrons були знайдені в шарах середнього плейстоцену на пагорбах Сівалік у Кашмірі, на території сучасного Пакистану або Індії, у 19 столітті. Доісторичний вид був описаний разом із B. planifrons Річардом Лідеккером у 1878 році. У 1898 році Лідеккер синонімізував B. planifrons з B. acutifrons, переглянувши знайдений череп як череп жіночої особини того ж виду.
Едвін Х. Колберт у 1935 році вперше припустив, що від цього виду виникли сучасні види Bos і що B. primigenius, предки сучасної великої рогатої худоби, еволюціонували з індійського субконтиненту через B. namadicus, невеликий доісторичний вид, знайдений на початку 19 століття центральній Індії. 2007 року Б’єнвенідо Мартінес-Наварро та ін. запропонував альтернативну теорію, що Bos загалом і B. primigenius зокрема виникли в Африці. Після відкриття в 2009 році останків африканського виду Bos в Еритреї, B. buiaensis, який також іммігрував до Леванту, ця теорія набула популярності на морфологічних і хронологічних підставах. І навпаки, присутність скам'янілостей B. primigenius в Леванті, що передує найдавнішим залишкам як B. buiaensis, так і B. namadicus, як представлено Офером Бар-Йосефом і Міріам Бельмакер у 2011 році, ставить під сумнів «поза-африканську теорію, а також теорію про те, що зубри походять від B. namadicus.
Вид B. acutifrons вперше з'явився на початку плейстоцену, приблизно 2,58 мільйона років тому найраніше, і вимер приблизно 1 мільйон років тому. Дювернуа в 1990 році припустив, що він походить безпосередньо від індійського виду Leptobos, можливо L. falconeri, разом із плейстоценовими родами або підродами Bison і Bibos. Мартінес-Наварро та ін. вважають, що рід Bos, швидше за все, виник в Африці від Pelorovis oldowayensis, описаного Хансом Реком у 1928 році з Олдувайської ущелини, Танзанія, який сам був похідним від старшого виду P. turkanensis, описаного з північної Кенії. Обидва види Pelorovis були перенесені до роду Bos Мартінес-Наварро та ін. у 2014 році, що зробило б найстаріший вид Bos африканським.
Тонг та ін. у 2018 році також поставили під сумнів гіпотезу Мартінеса-Наварро, зазначивши, що існують вагомі морфологічні підстави для відділення роду Pelorovis від Bos, що скасує цю теорію.